# Senior Prom
Senior Prom war ein geheimes Black Project der United States Air Force in Zusammenarbeit mit Lockheed Advanced Development Programs. Ziel des Projekts war die Entwicklung und Erprobung eines Marschflugkörpers mit Tarnkappentechnik. Basierend auf dem Tarnkappen-Experimentalflugzeug Lockheed Have Blue haben die sechs Senior-Prom-Lenkflugkörper erfolgreiche Tests in den späten 1970er Jahren auf der Area 51 absolviert. Der Marschflugkörper wurde jedoch nicht in Dienst gestellt, unter anderem weil er aufgrund von Größe und Konfiguration nicht mit einem Bombenschacht kompatibel war. Stattdessen wurde der konkurrierende Entwurf AGM-129 ACM von General Dynamics in Dienst gestellt.